# (4982) Bartini
(4982) Bartini ist ein Asteroid des Hauptgürtels, der am 14. August 1977 vom russischen Astronomen Nikolai Stepanowitsch Tschernych am Krim-Observatorium in Nautschnyj (IAU-Code 095) entdeckt wurde.
Der Asteroid wurde nach dem sowjetischen Flugzeugkonstrukteur italienischer Abstammung Robert Ljudwigowitsch Bartini (1897–1974) benannt, der 1937 mit seinen Mitarbeitern das Ganzmetall-Passagierflugzeug Stal-7 entwickelte, welches einige sehr erfolgreiche Langstreckenflugtests absolvierte.